# 盧克西卡·康坎
盧克西卡·康坎（羅馬化：Luksika Kumkhum，1993年7月21日—），泰國女子职业网球运动员。她于2009年轉職業，WTA生涯最高單打排名為第80（2018年11月5日）。

## 外部連結
- 盧克西卡·康坎的国际女子网球协会官方資料（英文）
- 盧克西卡·康坎的國際網球總會 職業／青少年 官方資料（英文）
- Fed Cup - Player profile - Luksika Kumkhum (THA) （页面存档备份，存于）